# Oncostemum roseum
Oncostemum roseum är en viveväxtart som beskrevs av A. Dc. Oncostemum roseum ingår i släktet Oncostemum och familjen viveväxter. Inga underarter finns listade i Catalogue of Life.